# Bozhidar Andreev
Bozhidar Dimitrov Andreev (en búlgaro: Божидар Димитров Андреев; Topolchane, 17 de enero de 1997) es un deportista búlgaro que compite en halterofilia.
Participó en dos Juegos Olímpicos de París 2024, obteniendo una medalla de bronce en la categoría de 73 kg, y el quinto lugar en Tokio 2020, en la misma categoría.
Ganó una medalla de bronce en el Campeonato Mundial de Halterofilia de 2019 y tres medallas en el Campeonato Europeo de Halterofilia entre los años 2019 y 2024.

## Palmarés internacional
| Juegos Olímpicos   | Juegos Olímpicos    | Juegos Olímpicos  | Juegos Olímpicos |
| Año                | Lugar               | Medalla           | Categoría        |
| ------------------ | ------------------- | ----------------- | ---------------- |
| 2024               | París (Francia)     | Medalla de bronce | 73 kg            |
| Campeonato Mundial |                     |                   |                  |
| Año                | Lugar               | Medalla           | Categoría        |
| 2019               | Pattaya (Tailandia) | Medalla de bronce | 73 kg            |
| Campeonato Europeo |                     |                   |                  |
| Año                | Lugar               | Medalla           | Categoría        |
| 2019               | Batumi (Georgia)    | Medalla de oro    | 73 kg            |
| 2022               | Tirana (Albania)    | Medalla de bronce | 81 kg            |
| 2024               | Sofía (Bulgaria)    | Medalla de oro    | 73 kg            |